# Абакански хребет
Абаканският хребет (на руски: Абаканский хребет) е планински хребет в Южен Сибир, част от планинската система на Западните Саяни, простиращ се на териториите на Република Хакасия (по-голямата част), Република Алтай (крайните югозападни разклонения) и Кемеровска област (западните и северозападните склонове). Издига се между реките Абакан (ляв приток на Енисей) на изток и югоизток, Том (десен приток на Об) на северозапад, Мрассу (ляв приток на Том) на запад и Лебед (десен приток на Бия, дясна съставяща на Об) на югозапад. Дължина около 300 km. На север в района на връх Карлиган (1747 m) се свързва с планината Кузнецки Алатау, а на югозапад чрез хребета Корбу с планината Алтай. Загражда от югоизток Кузнецката котловина.
Преобладава силно разчленен среднопланински релеф със средна височина 1400 – 1700 m. Максимална височина връх Чоочек 1983 m на територията на Република Хакасия. Други по-високи върхове: Болшой Аталик (1900 m), Болшая Колтайга (1856 m). Изграден е от метаморфни и интрузивни скали – гранити, габро и диорити. Климатът е континентален, със студена и малоснежна зима и умерено топло лято. Годишната сума на валежите по най-високите части е до 1500 mm. По някои от най-високите върхове снегът се задържа целогодишно. По склоновете (на височина до 1700 m) елово-смърчова-кедрова тайга, а по-нагоре – планинска тундра.
Първите сведения за планината дава руския пътешественик Иван Петлин през 1618 г., който по време на дипломатическата си мисия в Китай пръв пресича северната част на хребета. През 1842 г. големият руски географ и геолог Пьотър Чихачов по време на пътешествието си в Алтай изследва и картира южните, най-високи части на Абаканския хребет. През 1883-88 г. Дмитрий Клеменц извършва комплексни физикогеографски и геоложки изследвания на целия хребет.

## Топографски карти
- M-45, М 1:1000000[2]
- N-45, М 1:1000000[3]